# Johann Helwig

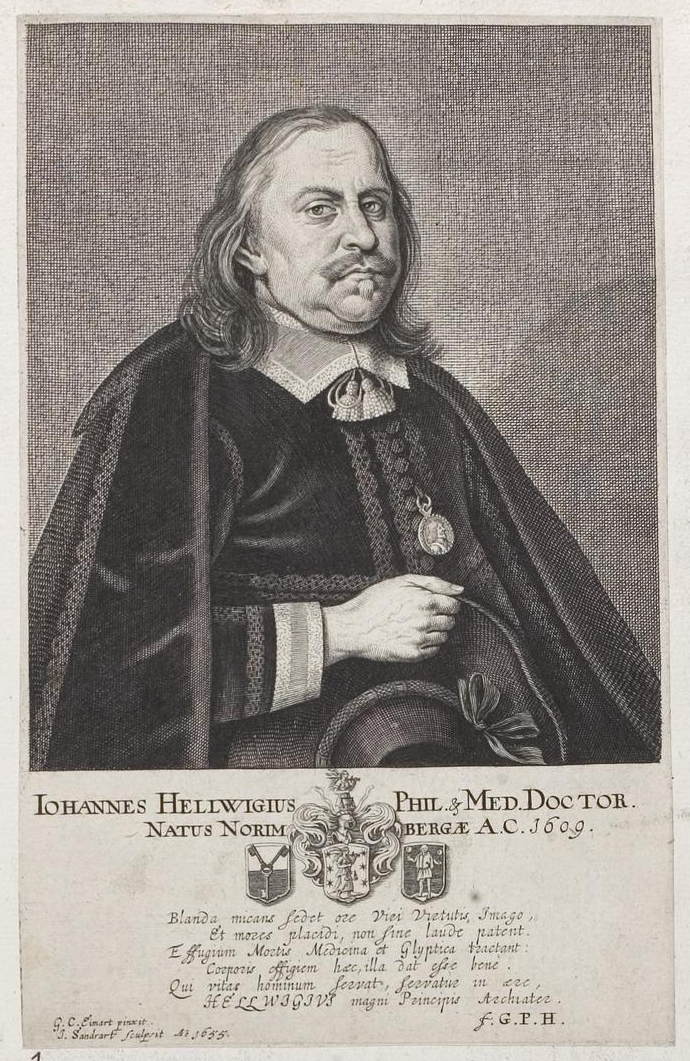
Johann Helwig

Johann Helwig (* 1609 in Nürnberg; † 1674 in Regensburg) war ein deutscher Dichter und Arzt.
Hellwig studierte in Altorf, Basel und Montpellier Medizin. 1634 wurde er in Padua promoviert. Er arbeitete als Hospitalarzt in Nürnberg und ab 1649 als Leibarzt des Bischofs von Regensburg. Unter dem Namen „Montano“ trat er 1645 dem Pegnesischen Blumenorden bei.